# أنتوني برايس (كاتب)
ألان أنتوني برايس (16 أغسطس 1928 - 30 مايو 2019) كان مؤلفًا لأفلام التجسس المثيرة. ولد برايس في ريكمانزورث، هيرتفوردشاير، إنجلترا. التحق بمدرسة الملك، كانتربري وخدم في الجيش البريطاني من عام 1947 إلى عام 1949، ووصل إلى رتبة نقيب. درس التاريخ في كلية ميرتون، أكسفورد، من عام 1949 إلى عام 1952، وحصل على درجة الماجستير في عام 1956. كان برايس صحفيًا في مطبعة وستمنستر من عام 1952 إلى عام 1988، وكذلك محررًا لجريدة أوكسفورد تايمز من عام 1972 إلى عام 1988. كان مؤلفًا لتسع عشرة رواية في سلسلة دكتور ديفيد أودلي / العقيد جاك بتلر. تركز هذه الكتب على مجموعة من عملاء الاستخبارات المضادة الذين يعملون لصالح منظمة تعتمد بشكل فضفاض على MI5 الحقيقي.
توفي برايس في بلاكهيث، لندن بسبب مرض الانسداد الرئوي المزمن في 30 مايو 2019، عن عمر يناهز 90 عامًا.

## ببليوغرافيا

### روايات
- صناع المتاهة (1970) المملكة المتحدة؛ (1971) الولايات المتحدة؛ الحائز على جائزة الخنجر الفضي.
- كمين ألموت (1971) المملكة المتحدة؛ (1972) الولايات المتحدة
- العقيد بتلر وولف (1972) المملكة المتحدة؛ (1973) الولايات المتحدة
- رجال أكتوبر (1973) المملكة المتحدة؛ (1974) الولايات المتحدة
- مسارات أخرى إلى المجد (1974) المملكة المتحدة؛ (1975) الولايات المتحدة. الحائز على جائزة Gold Dagger، وقائمة مختصرة لجائزة Dagger of Daggers، وهي جائزة خاصة تم منحها في عام 2005 من قبل رابطة كتاب الجريمة (CWA) للاحتفال بالذكرى الخمسين لتأسيسها.
- رجلنا في كاميلوت (1975) المملكة المتحدة؛ (1976) الولايات المتحدة
- لعبة الحرب (1976) المملكة المتحدة؛ (1977) الولايات المتحدة
- The 44 Vintage (1978) المملكة المتحدة والولايات المتحدة
- شبح الغد (1979) المملكة المتحدة والولايات المتحدة
- ساعة الحمار (1980) المملكة المتحدة والولايات المتحدة
- جندي نو مور (1981) المملكة المتحدة؛ (1981) الولايات المتحدة
- العجوز الحاقدة (1982) المملكة المتحدة؛ (1983) الولايات المتحدة
- غونر كيلي (1983) المملكة المتحدة؛ (1984) الولايات المتحدة
- سيون كروسينج (1984) المملكة المتحدة والولايات المتحدة
- هنا نكون الوحوش (1985) المملكة المتحدة والولايات المتحدة
- لصالح الدولة (1986) المملكة المتحدة؛ (1987) الولايات المتحدة
- نوع جديد من الحرب (1987) المملكة المتحدة؛ (1988) الولايات المتحدة
- احتمال الانتقام(1988) المملكة المتحدة؛ (1990) الولايات المتحدة
- مصيدة الذاكرة (1989)

### قصص قصيرة
- صبي أخضر - نُشر لأول مرة في Winter's Crimes 5 (1973)
- قتل بوديكا - نُشر لأول مرة في Winter's Crimes 11 (1979)
- محاضرة بيرزين - نشرت لأول مرة في Winter's Crimes 15 (1983)
- حديقة تشينامان - نُشرت لأول مرة في مجموعة جرائم جون كريسي 1984 (1984)
- الطريق إلى السويس - نُشر لأول مرة في The Rigby File (1989)، محرر. تيم هيلد

### غير الخيالية
- عيون الأسطول: تاريخ مشهور للفرقاطات وقباطنة الفرقاطة 1793-1815 (1990)

## روابط خارجية
- أنتوني برايس في موقع IMDb.
- إضافات لخيال الجريمة الرابع: أنتوني برايس وأوتو بينزلر وآخرين.
- مراجعة لسلسلة Audley بواسطة جو والتون
- مقابلة أنتوني برايس الجزء الأول
- مقابلة أنتوني برايس الجزء الثاني